# Hell House LLC
Série
Hell House LLC II: The Abaddon Hotel
(2018)
Pour plus de détails, voir Fiche technique et Distribution.
Hell House LLC est un film réalisé par Stephen Cognetti et sorti en 2015.

## Synopsis
Hell House LLC est un film d'horreur de type found footage qui suit une équipe de documentaristes enquêtant sur une maison hantée. L'histoire se déroule à Abaddon, dans une petite ville de l'État de New York, où un groupe d'amis décide de transformer une vieille maison abandonnée en une maison hantée pour Halloween. Cependant, des événements terrifiants commencent à se produire pendant leur préparation, révélant les sombres secrets de la maison et les forçant à affronter des forces surnaturelles qu'ils ne parviennent pas à comprendre.

## Fiche technique
- Titre original : Hell House LLC
- Réalisation : Stephen Cognetti
- Scénario : Stephen Cognetti
- Production : Joe Bandelli, Craig Cognetti, David Cognetti, Joseph Cognetti, Kevin Cognetti, Mark Cognetti, Matt DePaola, Angela Moyer
- Musique : Larry Hopkins
- Pays d'origine : États-Unis
- Langue originale : anglais
- Genre : horreur, found footage
- Durée : 83 minutes
- Dates de sortie :
  - États-Unis : 16 octobre 2015 (Telluride Horror Show)

## Distribution
- Ryan Jennifer Jones : Sara Havel
- Danny Bellini : Alex Taylor
- Gore Abrams : Paul O'Keefe
- Jared Hacker : Tony Prescott
- Adam Schneider : Andrew “Mac” McNamara
- Alice Bahlke : Diane Graves
- Phil Hess : Joey Sheffler
- Lauren A Kennedy : Melissa
- Jeb Kreager : Martin Cliver
- Miranda Robbins : Miranda Kelly

## Production
En 2011, les producteurs exécutifs ont sollicité un scénario centré sur une attraction hantée qui tourne mal. Après plusieurs réécritures, le script final a été achevé fin 2013. Le casting s'est déroulé à New York en février 2014, suivi du tournage principal en mai de la même année. Initialement, l'équipe cherchait une maison abandonnée pour le tournage, mais n'en trouvant pas de convenable, ils ont opté pour une attraction hantée existante, le Haunting at the Waldorf Hotel à Towamensing, en Pennsylvanie, gérée par Angie Moyer, qui a également servi de décoratrice de plateau pour le film. Des ajustements du script ont été nécessaires pour refléter ce changement de lieu. Après le tournage en Pennsylvanie, l'équipe s'est déplacée à New York pour filmer les interviews. La post-production s'est étalée sur cinq mois, aboutissant à une première projection privée au Lincoln Center. Le film a ensuite été présenté au public lors du Telluride Horror Show en octobre 2015, suivi du Fear Fete Film Festival où il a remporté le prix du meilleur film paranormal. Les droits de distribution mondiale ont été acquis par Terror Films, avec une sortie en VOD en Amérique du Nord le 1er novembre 2016.

## Réception
Le film a reçu un accueil généralement positif. L'agrégateur de critiques Rotten Tomatoes lui attribue un score de 73 % basé sur 11 critiques, avec une note moyenne de 6,5/10. Dread Central a donné au film une note de 3,4/5, louant son efficacité à susciter la peur. Found Footage Critic a salué le casting, le concept et la cinématographie, attribuant une note de 7,8/10. The Horror Society a également été positif, avec une note de 8,75/10, mentionnant que le mystère et le suspense fonctionnent bien dans le film. SlashFilm a écrit que "le frisson d'Halloween de Stephen Cognetti marie le found footage avec les attractions hantées, canalisant une peur populaire et rationnelle". Cependant, Luke Rodriguez de Modern Horrors a été plus critique, affirmant que "cela ne tient pas tout à fait la route", mais a néanmoins apprécié le film.
En France, le film a reçu des avis partagés. Sur AlloCiné, les spectateurs lui ont attribué une moyenne de 3,0/5 basée sur 41 notes et 7 critiques. Certains ont salué l'ambiance effrayante du film, le comparant favorablement à "Grave Encounters", tandis que d'autres ont critiqué son manque de rythme et d'originalité.